# العلاقات البوتانية القرغيزستانية
العلاقات البوتانية القيرغيزستانية هي العلاقات الثنائية التي تجمع بين بوتان وقيرغيزستان.

## مقارنة بين البلدين
هذه مقارنة عامة ومرجعية للدولتين:
| وجه المقارنة                                              | بوتان          | قيرغيزستان                      |
| --------------------------------------------------------- | -------------- | ------------------------------- |
| المساحة (كم2)                                             | 38.39 ألف      | 199.95 ألف                      |
| عدد السكان (نسمة)                                         | 807.61 ألف     | 6.20 مليون                      |
| الكثافة السكانية (ن./كم²)                                 | 21.04          | 31.01                           |
| العاصمة                                                   | تيمفو          | بيشكك                           |
| اللغة الرسمية                                             | لغة دزونكا     | اللغة الروسية، اللغة القيرغيزية |
| العملة                                                    | نغولترم بوتاني | سوم قيرغيزستاني                 |
| الناتج المحلي الإجمالي (بليون دولار)                      | 2.51 مليار     | 7.56 مليار                      |
| الناتج المحلي الإجمالي (تعادل القوة الشرائية) بليون دولار | 6.49 مليار     | 20.45 مليار                     |
| الناتج المحلي الإجمالي الاسمي للفرد دولار أمريكي          | 2.66 ألف       | 1.10 ألف                        |
| الناتج المحلي الإجمالي للفرد دولار أمريكي                 | 7.82 ألف       |                                 |
| مؤشر التنمية البشرية                                      | 0.605          | 0.655                           |
| رمز المكالمات الدولي                                      | +975           | +996                            |
| رمز الإنترنت                                              | .bt            | .kg                             |
| المنطقة الزمنية                                           | ت ع م+06:00    | ت ع م+06:00                     |

## منظمات دولية مشتركة
يشترك البلدان في عضوية مجموعة من المنظمات الدولية، منها:
| علم المنظمة | اسم المنظمة                        | تاريخ انضمام بوتان | تاريخ انضمام قيرغيزستان |
| ----------- | ---------------------------------- | ------------------ | ----------------------- |
|             | بنك التنمية الآسيوي                | 1982               | 1994                    |
|             | مؤسسة التنمية الدولية              | 28 سبتمبر 1981     | 24 سبتمبر 1992          |
|             | يونسكو                             | 13 أبريل 1982      | 2 يونيو 1992            |
|             | وكالة ضمان الاستثمار متعدد الأطراف | 21 أكتوبر 2014     | 21 سبتمبر 1993          |
|             | الأمم المتحدة                      | 21 سبتمبر 1971     | 2 مارس 1992             |
|             | الاتحاد البريدي العالمي            | ?                  | ?                       |
|             | البنك الدولي للإنشاء والتعمير      | 28 سبتمبر 1981     | 18 سبتمبر 1992          |
|             | الاتحاد الدولي للاتصالات           | 15 سبتمبر 1988     | 20 يناير 1994           |
|             | منظمة حظر الأسلحة الكيميائية       | ?                  | ?                       |
|             | مؤسسة التمويل الدولية              | 1 ديسمبر 2003      | 11 فبراير 1993          |
|             | منظمة الشرطة الجنائية الدولية      | ?                  | ?                       |

## وصلات خارجية
- موقع وزارة الخارجية البوتانية
- موقع وزارة الخارجية القيرغيزستانية